# Aristolochia baseri
Aristolochia baseri là một loài thực vật có hoa trong họ Aristolochiaceae. Loài này được Malyer & Erken mô tả khoa học đầu tiên năm 1997.